# Timex Sinclair 2068
O Timex Sinclair 2068 (TS2068), lançado em Novembro de 1983, foi o quarto e último computador doméstico produzido pela Timex Sinclair para o mercado estadunidense. Foi também comercializado em Portugal e Polônia, como Timex Computer 2068.
Uma versão da máquina foi produzida posteriormente e vendida exclusivamente na Polônia sob o nome Unipolbrit Komputer 2086.

## História

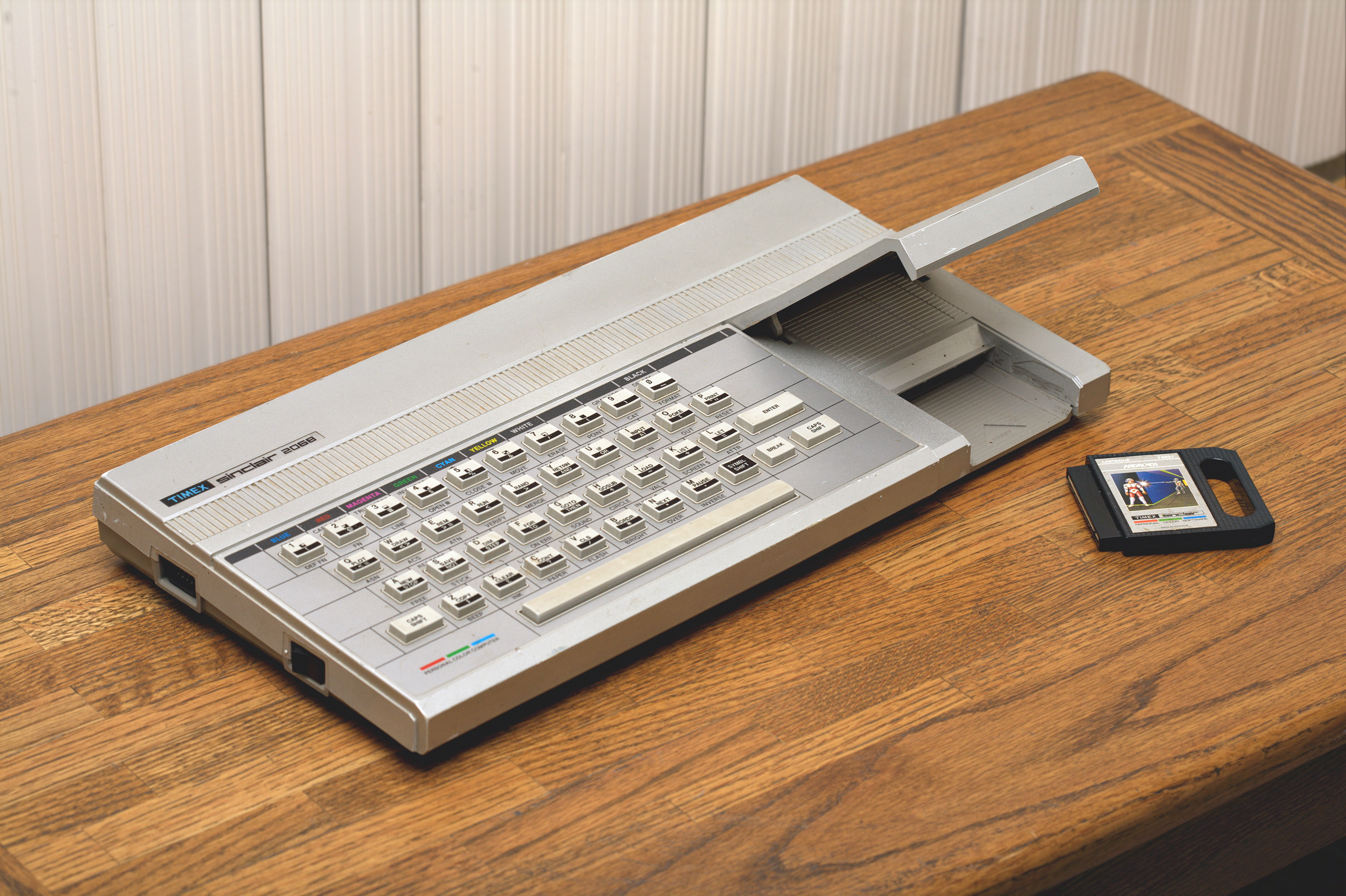
O TS 2068 com o slot de cartucho aberto.

O TS2068 foi um ZX Spectrum redesenhado com o intuito de torná-lo mais competitivo no exigente mercado estadunidense e seguiu a trilha aberta por seus antecessores TS1000, TS1500 e o primeiro Spectrum-compatível produzido pela Timex, o TS2048.
Da mesma forma que o TS2048 foi anunciado como um micro de 40 KiB de memória (16 KiB de RAM + 24 KiB de ROM), o 2068 foi promovido como sendo um micro de 72 KiB (48 KiB RAM + 24 KiB ROM).
A máquina foi lançada no outono de 1983 e era a grande aposta da Timex para as vendas de Natal daquele ano. Os resultados, contudo, foram decepcionantes, mesmo levando-se em conta que o TS2068 era um equipamento muito superior ao TS2048 (este pouco mais que um Spectrum de 48 KiB melhorado). Poucos meses depois, na primavera de 1984, a Timex Computer Corporation encerrou suas atividades.
Todavia, a subsidiária da Timex em Portugal, a Timex Computer, animada pelo sucesso do ZX Spectrum na Europa, decidiu continuar a investir na produção e comercialização dos TS2048 e TS2068, sob os nomes TC2048 e TC2068, embora só pudesse fazê-lo nos mercados não controlados pela Sinclair Research (basicamente Portugal e Polônia). Embora o TC2068 português também tenha sido vendido na Polônia, somente o UK2086 foi realmente fabricado neste último país.
A Timex de Portugal comercializou duas versões do TC2068: o TC2068 Prata vinha com um emulador de ZX Spectrum em cartucho e o TC2068 Preto era vendido com um cartucho do editor de textos TimeWord e uma interface Timex RS232 para uso do TimeWord com uma impressora serial. Curiosamente, a versão preta era acompanhada de uma máscara prateada para o teclado com os comandos do TimeWord impressos nela. Podia ser removida porque não estava colada ao teclado do micro.
A Timex Computer de Portugal subsistiu até 1989, quando finalmente a Timex Corporation decidiu sair do mercado de microcomputadores. Por fim, o estoque restante de TS2068 foi vendido para o mercado argentino.

## Ficha técnica
| UCP           | Zilog Z80A em 3,528 MHz |
| RAM           | 48 KiB |
| ROM           | 24 KiB |
| Teclado       | "chiclete", 42 teclas |
| Display       | via modulador RF; texto (32×24 linhas); gráfico (compatível com o ZX Spectrum): 256×192 pixels, 8 cores, e alta resolução monocromática (512×192 pixels). |
| Som           | AY-3-8912, alto-falante interno |
| Portas        | porta de expansão genérica, slot para cartucho, saída para monitor de vídeo, dois conectores para joystick Kempston                                       |
| Armazenamento | gravador cassete; drives de 3" opcionais. |

### Características
O TS2068 era um dispositivo mais sofisticado e significativamente alterado em relação ao seu ancestral britânico. Reconhecido como um dos primeiros clones Sinclair a melhorar significativamente o projeto original, apresentava várias características novas:
- um chip de som AY-3-8912, posteriormente usado pela Sinclair no ZX Spectrum 128 (mas mapeado para portas de E/S diferentes e, portanto, incompatível)
- duas portas de joystick
- um teclado chiclete ligeiramente melhorado, com as teclas envolvidas em plástico
- um slot para cartuchos à direita do teclado, para software gravado em ROM
- uma ULA que oferecia modos gráficos adicionais:
  - O modo padrão do Spectrum (256×192), com uma resolução de cor de 32×24
  - Um "modo colorido estendido", de 256×192 pixels com resolução de cor de 32×192
  - Um modo monocromático de 512×192 pixels

O Sinclair BASIC foi estendido com novas palavras-chave (STICK, SOUND, ON ERR, FREE, DELETE, RESET) para acessar o novo hardware e a máquina oferecia comutação de bancos de memória, permitindo que cartuchos de ROM pudessem ser mapeados.
Todavia, estas mudanças tornaram a máquina incompatível com a maioria do software em código de máquina para o Spectrum, ou seja, virtualmente todos os títulos comerciais; menos de 10% podiam ser executados com sucesso. Numa tentativa para remediar isso, a maioria dos computadores foi vendido com um cartucho de emulação do Spectrum. A emulação era suficientemente precisa para permitir a execução da imensa maioria dos programas produzidos para o Spectrum.
É notável constatar que embora os aperfeiçoamentos do TS2068 em relação ao Spectrum original tenham ocorrido em áreas sujeitas a críticas generalizadas (gráficos, som, uso de cartuchos e – em menor grau– a falta de conectores de joystick), isso não foi usado como base para o desenvolvimento dos sucessores do Spectrum. O ZX Spectrum+ (1984) melhorou apenas o teclado e mesmo o ZX Spectrum 128 (anunciado em Maio de 1985, mas somente lançado no Reino Unido em Fevereiro de 1986) mantiveram as limitações gráficas da máquina original. Todavia, diferentemente dos modelos britânicos, o TS2068 não foi sobrecarregado com o requisito de compatibilidade com os modelos anteriores.

## Diferenças entre os TS2068, TC2068 e UK2086
Como a Timex Corporation fez o TS2068 incompatível com o ZX Spectrum, mesmo a nível de hardware, a Timex de Portugal realizou algumas mudanças no TC2068:
- Substituiu os buffers do barramento por resistores, como no ZX Spectrum;
- Mudou a porta de expansão para que se tornasse ZX Spectrum compatível (e assim não exigisse o uso do adaptador Zebra Twister);
- Mudou o slot de cartuchos para aceitar cartuchos maiores (o emulador de ZX Spectrum e os cartuchos Timeword não encaixam no slot do TS2068);
- Em vez de 15V, usou 9V.

A UniPolbrit também fez algumas mudanças no TC2068 para seu Komputer 2086:
- ROM modificada;
- Trocou uma porta de joystick por uma porta paralela.

## Lista de software
A Timex lançou 42 cartuchos e cassetes para alavancar as vendas do TS2068. O software era variado, indo de utilitários e programas de finanças pessoais até títulos educativos, jogos e um emulador de ZX Spectrum.